# 모리야시
모리야시(일본어: 守谷市)는 일본 이바라키현 남부에 있는 시이다. 과거에는 시모사국과 지바현에 속했다.
현재는 신흥 주택가의 인상이 강하지만 구시가지는 일찍이 조카마치(성시)였고 그 주변은 전원 지대였다. 1966년 6월에 수도권 근교정비지대로 지정된 후 일본주택공단과 미쓰이 부동산에 의한 주택 개발이 계획, 진행되었고 1982년 4월에 입주가 시작되었으며 이후 인구가 증가하였다. 국도 294호선과 거기에 병행하는 조소 만남 도로를 중심으로 산업 활동이 활발해지고 있다. 더욱이 2005년 8월 24일에 개통한 수도권 신도시 철도 쓰쿠바 익스프레스에 의한 택지 개발을 중심으로 시내에서는 개발이 진행되고 있다.

## 지리
도쿄 도심에서 약 35km 떨어진 이바라키현 남서부에 위치한다. 시의 남서쪽에서 북동쪽에 걸쳐 수도권 신도시 철도 쓰쿠바 익스프레스, 남동쪽에서 북쪽에 걸쳐 간토 철도 조소선이 지나고, 중앙부에 있는 모리야역에서 두 노선이 교차한다. 도로는 남동쪽에서 북쪽에 걸쳐 있고 국도 294호선, 조소 만남 도로가 병행해서 지난다. 또 조반 자동차도가 남쪽에서 북쪽으로 지나고 쓰쿠바 익스프레스와 병행해 정비가 진행되고 있는 도시축도로가 일부 구간에서 개통되어 있다. 동쪽은 도리데시, 서쪽은 지바현 노다시, 남쪽은 지바현 가시와시, 북쪽은 쓰쿠바미라이시와 접한다.

### 지형
면적은 35.63km2로 이바라키현에서 가장 면적이 작은 시이다. 동서 길이는 7.5km, 남북 길이는 7.2km로 원을 그리는 형태이다. 대부분이 조소 대지에 속하며 해발 평균 20m의 대지가 펼쳐져 있다. 시내 전역에서 택지 개발이 진행되고 있지만 자연도 많이 남아 있다.

### 기후
겨울에는 북서계절풍이 불어 공기가 건조한 태평양 연안 기후이다. 여름에는 강우량이 많아 장마기, 가을 서리기에는 비교적 강우량이 많아진다. 연평균 강우량은 약 1,248mm로 이바라키현 남부에서는 적은 편이다. 또 연평균 기온은 15.4℃이고 태풍 등의 직접적인 피해가 적은 온화한 기후이다.

## 역사
시내에서 발굴된 유적을 통해 구석기 시대에 모리야에 사람이 살기 시작했다고 추정된다. 가마쿠라 시대 전기에 소마 모로쓰네에 의해 모리야성이 축성되었고 이후 소마씨의 본성이 되었다. 에도 시대에 현재의 모리야시는 세키야도번령, 천령(에도 막부의 직할령), 전안령(에도 막부의 일족인 고산쿄의 영지)과 이외 하타모토령으로 분할되어 있었다. 1871년 폐번치현 이후 인바현 소속이 되었다가 1873년에 인바현이 기사라즈현과 합병함에 따라 지바현 소속이 되었다.
- 1889년 - 정촌제 시행으로 각 정촌이 합병해 옛 모리야정, 오이사와촌, 오노촌, 고야촌이 성립하였다.
- 1913년 - 조소 철도(현 간토 철도 조소선)가 개통하였다.
- 1955년 3월 1일 - 옛 모리야정, 고야촌, 오노촌, 오이사와촌이 합병해 기타소마군 모리야정이 되었다.
- 2002년 2월 2일 - 시로 승격하였다.
- 2005년 8월 24일 - 수도권 신도시 철도 쓰쿠바 익스프레스가 개업하였다.

## 교통

### 철도
- 수도권 신도시 철도 쓰쿠바 익스프레스
- 간토 철도 조소선

### 도로
- 조반 자동차도
- 국도 제294호선

## 인구
| 연도 | 인구   | ±%      |
| ---- | ------ | ------- |
| 1920 | 38,559 | —       |
| 1930 | 37,829 | −1.9%   |
| 1940 | 37,718 | −0.3%   |
| 1950 | 12,160 | −67.8%  |
| 1960 | 11,449 | −5.8%   |
| 1970 | 12,300 | +7.4%   |
| 1980 | 17,585 | +43.0%  |
| 1990 | 35,427 | +101.5% |
| 2000 | 50,362 | +42.2%  |
| 2010 | 62,434 | +24.0%  |